# João Teixeira de Faria
João Teixeira de Faria (Cachoeira de Goiás, 24 de junio de 1942), conocido popularmente en Brasil como João de Deus, João Curador o João de Abadiânia y en otros países como Juan de Dios, es un supuesto médium curandero, empresario y escritor brasileño condenado por la violación de centenas de mujeres. Antes de ser condenado a 40 años de prisión, actuaba principalmente en la ciudad de Abadiânia, en el estado brasileño de Goiás, habiendo realizado giras en países como Perú, Alemania, Estados Unidos, Grecia, Suiza, Austria, Australia y Nueva Zelanda entre otros. Como Juan de Dios fue presentado en programas televisivos en esos países durante los años 2000. Ganó notoriedad internacional luego de que Oprah Winfrey participara en ceremonias organizadas por él y lo presentara en sus programas.
Entre sus consultantes famosos están los políticos Luiz Inácio Lula da Silva, Dilma Rousseff, Bill Clinton y Hugo Chávez, el psicoterapeuta Wayne Dyer, el humorista Chico Anysio, la presentadora Xuxa y los actores Marcos Frota y Shirley MacLaine.
A finales del 2018, João fue denunciado por abuso sexual de más de trescientas mujeres que buscaron su ayuda. El 14 de diciembre de 2018 se realizó el pedido de prisión preventiva por parte de la justicia del estado de Goiás por abuso sexual de centenas de mujeres. El  16 de diciembre, luego de haber sido considerado prófugo desde el día anterior, 15 de diciembre, se entregó a la policía y fue apresado. De acuerdo con el Ministerio Público, el número total de víctimas puede superar las trescientos treinta. Además de los crímenes sexuales, Juan de Dios fue acusado de falsedad ideológica, corrupción de testigos, coacción y posesión ilegal de armas de fuego y munición. El 19 de diciembre de 2019 fue condenado a 19 años de prisión por la comisión de crímenes sexuales contra cuatro mujeres. El 30 de marzo del 2020, la justicia le concedió prisión domiciliaria debido a la pandemia de COVID-19.

## Casa de Don Ignacio y otras instituciones en Abadiânia
Por orientación de Chico Xavier y del supuesto espíritu de Bezerra de Menezes, Juan de Dios fundó en 1976 la "Casa de Dom Inácio de Loyola", donde atendía a sus consultantes. En un primer momento atendió a pobladores de Abadiânia y sus inmediaciones pero, a medida que su notoriedad fue creciendo, João empezó a atender personas venidas de todo Brasil y luego, algunas décadas después, a visitantes internacionales que finalmente superaron a los brasileños en número. A pesar de que los servicios eran gratuitos, la casa vendía un supuesto medicamento denominado "passiflora". Durante sus mejores años, el centro atendía más de mil personas por día. También se distribuía sopa gratuitamente a los que esperaban atención y se donaba la "passiflora" a los que se la recetaba pero no podían pagarla.
A pesar de ser conocido como "João de Abadiânia", Faria nunca vivió en ese poblado. Durante los más de cuarenta años que atendió en esa casa, el supuesto médium vivió en Anápolis. Iba y venía en carro o avión particular los días que trabajaba en Abadiânia. La Casa tenía una semana útil inflexible de sólo tres días de miércoles a viernes. 
La Casa lleva el nombre de Ignacio de Loyola, entidad que João habría incorporado en Abadiânia en su primera atención en el pueblo y que fue un parto. Inicialmente estableció su centro de cura en una heladería abandonada próxima al centro de la ciudad pero fue obligado dejar esa zona por presión de los líderes católicos locales. João se mudó para la zona "Pau Torto" a las afueras del pueblo, al otro lado de la carretera BR-060. Ahí levantó la Casa de Dom Inácio de Loyola. Durante 40 años, Faria utilizó ese espacio para realizar sus supuestas cirugías espirituales y abusar sexualmente de centenas de víctimas. La economía de la ciudad creció considerablemente con la presencia de la casa desde inicios de los años 80 hasta fines de los 2010 y alrededor del local de trabajo de João Faria creció el barrio "Lindo Horizonte".
Juan de Dios también fundó otras instituciones de caridad en Abadiânia: la "Casa da Sopa", donde se servían almuerzos gratuitos para indigentes, y la "Casa do Banho", donde podían bañarse y lavar sus ropas. La "Casa da Sopa" fue cerrada en el 2019 luego de todas las denuncias de abuso sexual.
La Casa de Dom Inácio continuó funcionado luego de la prisión de João Faria. Los miles de personas que iban al local durante los días de atención pasaron a ser sólo una centena de visitantes. Desde que el supuesto médium dejó de realizar sus cirugías, el sillón donde se sentaba en la casa pasó a ser ocupado por una imagen de Santa Rita de Casia. Por causa de la pandemia, la casa se cerró en marzo del 2020 y fue abierta nuevamente para visitas en junio de ese mismo año.

## Supuesta mediumnidad
Juan de Dios afirma que comenzó a ser un médium a los nueve años de edad cuando era un niño católico atraídos al espiritismo. Dice que a los dieciséis años sirvió de médium por primera vez en la "cura" de otra persona. Luego vivió en varios estados hasta establecerse en Abadiânia, donde decía recibir buenos espíritus que realizaban curas a través de él. Entre estos espíritus buenos se incluía el fundador de la Compañía de Jesús San Ignacio de Loyola, el médico Oswaldo Cruz u el médico alemán Dr. Fritz. Incorporando la entidad de Caboclo Gentil, João Faria habría desarrollado una solución de hierbas con poderes curativos, llamada "garrafada". Las "garrafadas" eran producidas en una cueva cercana a una caída de agua en las inmediaciones de la Casa y fueron vendidas en el local durante varios años antes de ser substituidas por la "passiflora", el medicamento aprobado por la ANVISA.

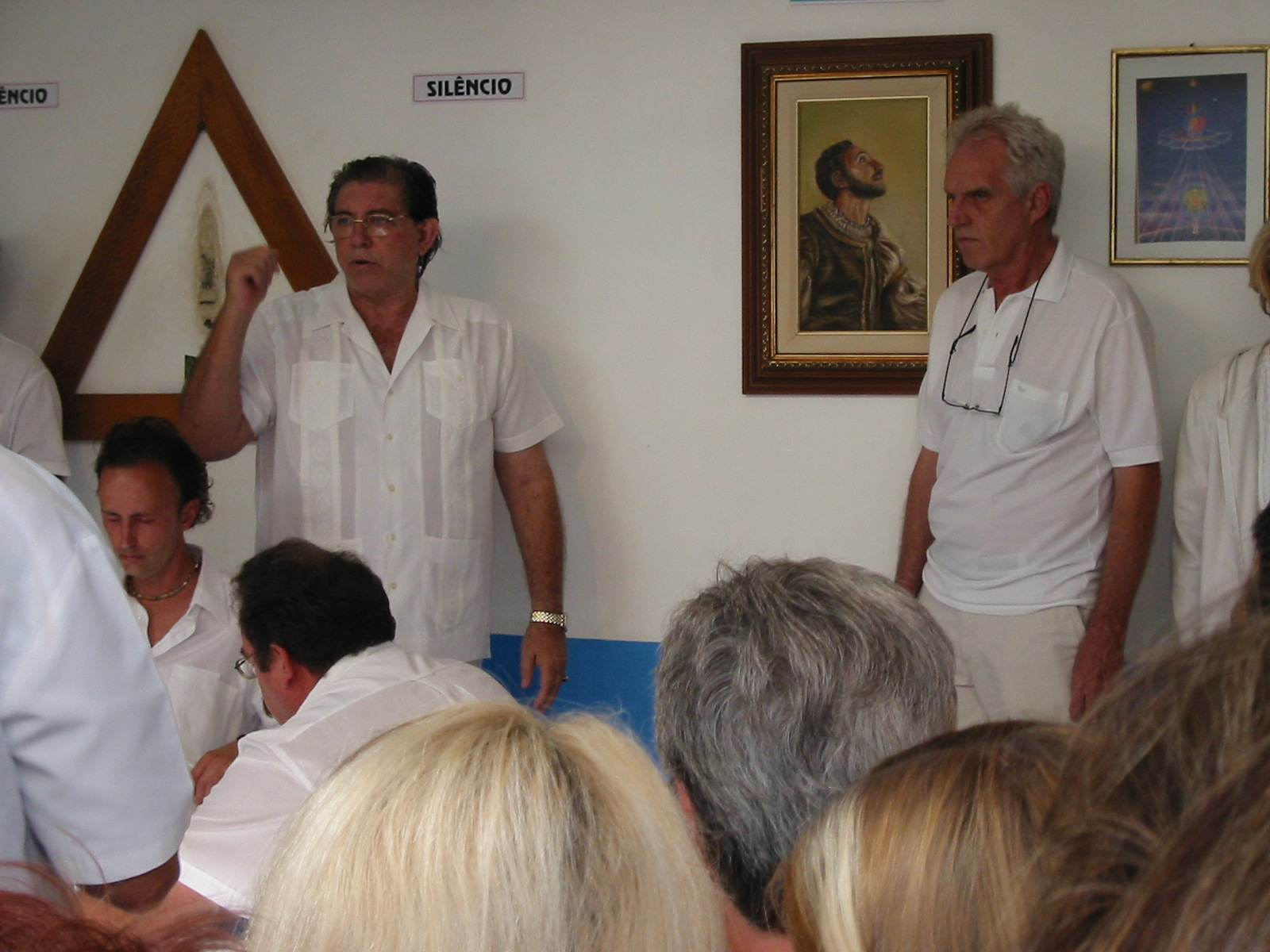
João luego de realizar una "cirugía espiritual".

João Faria tiene once hijos – cada uno con una mujer diferente. es un analfabeto funcional, dueño de instituciones de caridad, de una hacienda donde planta soya y cría ganado, además de ser socio de un denuncio minero. Las supuestas curas realizadas por el médium atrajeron multitudes a la pequeña ciudad a tal punto que se convirtieron en la principal renta del municipio. En ese sentido, el ex-prefecto Itamar Gomes afirmó: "No sé lo que será de Abadiânia cuando Juan de Dios muera. La economía de la ciudad se va a ir para abajo". La "Casa" empleaba más personas que la administración municipal. En la "Casa" las paredes están adornadas por imágenes de santos católicos y del mismo médium.
De acuerdo con la biografía oficial John of God: The Brazilian Healer Who's Touched the Lives of Millions ("Juan de Dios – el curandero brasileño que tocó la vida de millones"), de Heather Cumming, hasta el 2007 Juan de Dios ya había atendido a más de 8 millones de personas. Comentando el libro, el físico Amit Goswami señala que "Juan de Dios es más que una persona, es un fenómeno científico de suma importancia (…) El médium João canaliza la memoria cuántica de otra persona que vivió antes de él y que ya murió. En verdad, en cuanto Juan de Dios canaliza, se transforma abruptamente en su carácter y pasa a irradiar amor incondicional que promueve la cura de aquellos que la necesitan".
Juan de Dios también realizó eventos de tratamiento espiritual en otros países además del Brasil. Su historia ya fue contada en programas de televisión producidos por emisoras internacionales como Discovery Channel, American Broadcasting Company, British Broadcasting Corporation, Nine Network, además de la brasileña TV Globo.
En el 2007 la revista brasileña Época constató que el médium exhibía una copia de un artículo científico en su casa, utilizándolo como respaldo de sus actividades paranormales a pesar de los resultados inconclusivos que presentó dicha publicación. Maria Ângela Gollner, una de las coautoras del estudio declaró en un reportaje que se sentía preocupada por el uso propagandístico del artículo: “Él hace de aquello una máquina de propaganda”. El primer autor del artículo, el parapsicólogo y psiquiatra Alexander Moreira-Almeida, afirmó ignorar el hecho.
En el 2012, el curandero afirmó haber realizado tratamientos a más de nueve millones de personas. En septiembre de 2015, a pesar de defender la veracidad de sus curas, no quiso pasar por un tratamiento espiritual y se sometió a una larga y delicada cirugía convencional en el aparato digestivo quedando internado en el Hospital Sírio-Libanês de São Paulo, uno de los hospitales más renombrados del Brasil, por más de tres semanas. .

## Cobertura en los medios

### Oprah Winfrey
En el 2011 la periodista estadounidense Susan Casey, autora del best-seller La Onda ("The Wave"), habló en el talkshow de Oprah Winfrey sobre la buena repercusión de lo que escribió en The Magazine, donde investigó los trabajos de cura espiritual del médium brasileño.
La millonaria presentadora viajó hasta Abadiânia el 29 de marzo de 2012 para entrevistar al médium, habiendo tomado conocimiento de su existencia cuando entrevistó al psicoterapeuta Wayne Dyer, que afirmó haber sido curado de leucemia por él.
En la Casa, Oprah habría meditado, orado y visto las supuesta "cirugías espirituales", en un local llamado "Sala da Entidade". De allí conoció la "Casa da Sopa". Hablando con reporteros, declaró que sintió "algo muy fuerte. Fue mucho más de lo que esperaba".
En diciembre del 2018, Oprah rechazó dar una entrevista sobre Juan de Dios, acusado de violar a muchas mujeres. Ella participa activamente del #MeToo, movimiento americano que denuncia el abuso sexual contra mujeres y afirmó que espera que se haga justicia.

### Gazeta de Montreal
El 22 de julio de 2016, el periódico canadiense The Montreal Gazette publicó un reportaje sobre Juan de Dios titulado "El curador brasileño Juan de Dios sana a los pacientes de cáncer por la nariz". El artículo fue escrito por Joseph A. Schwarcz, Phd y profesor de la McGill University, director de la Oficina de Ciencia Sociedad de McGill, que se dedica a desmitificar la ciencia para el público. El artículo fue acompañado por un video en YouTube titulado "Dr. Joe Schwarcz: “Healer” John of God", donde Schwarcz aborda los supuestos tratamientos del curador y también comenta las elecciones de Faria para atender sus propios problemas de salud - para tratarse de cáncer Faria escojió el Hospital Albert Einstein con sus métodos tradicionales de tratamiento. El relato de Schwarcz detalla la historia de la vida de Faria como autodenominado "cirujano médium y psíquico". En seguida, examina su práctica y los supuestos tratamientos como la cirugía "por la nariz" para tratar cánceres.

## Controversias
A inicios de sus trabajos, Juan de Dios fue denunciado por ejercicio ilegal de la medicina. Según el presidente del Consejo Regional de Medicina de Goiás, Sebastião Moreira, "algunas personas piensan que son curadas porque, en verdad, sus dolencias son de origen psicológico".
Juan de Dios fue acusado de contrabando de mineral y fue apresado el 5 de noviembre de 1985, con 300 kg de autunita, mineral con alto contenido de uranio. Los tres abogados contratados para defender a João afirman que él fue engañado: ignoraba que el material era radioactivo y que estaría apenas transportando el mineral hasta un campo de almacenaje.
También existió una acusación de asesinato relacionada con la muerte del taxista Delvanir Cardoso Fonseca, asesinado de un tiro en las costillas el 27 de enero de 1980, en Anápolis (GO). Según Sebastiana Geralda Costa, amiga de Fonseca, João lo habría amenazado de matarlo. El motivo habría sido una relación entre Fonseca y Tereza Cordeiro de Faria, exesposa de João. La amenaza habría ocurrido dos meses antes del crimen, según Sebastiana. Dos días después del asesinato, João y Tereza se separaron.

### Condena por abusos sexuales, acoso y prisión
Una acusación por "atentado al pudor" se dio en septiembre de 1980, cuando João fue procesado por el crimen de seducción contra una adolescente de 16 años. El proceso fue archivado seis años después debido al desinterés de la familia de la agraviada por aportar pruebas suficientes. El abogado de João afirmó, en ese entonces, que todo no pasó de una mentira de la familia para intentar conseguir dinero.
En diciembre de 2018, el curandero fue acusado de abusar sexualmente y violar a más de trescientas mujeres que buscaron su ayuda. De acuerdo con las denuncias, João actuaba de manera similar en todos los casos. Durante las atenciones espirituales, el curandero decía a las mujeres que, según la "entidad", ellas debían buscarlo posteriormente en su sala ya que habían sido escogidas para recibir la cura. Las entrevistadas denunciaron que, una vez a solas con él, eran violadas sexualmente.
La gran cantidad de denuncias (más de trescientas) llevó a los ministerios públicos de São Paulo y Goiás a crear, el 10 de diciembre del 2018, una fuerza especial para investigar los crímenes y canales específicos para recibir las denuncias. La fuerza especial recibió un total de 330 mensajes y contactos por teléfono desde que se abrió el canal específico para eso. La propia hija del curandero, Dalva Teixeira, lo acusa de haber sido molestada sexualmente de niña.
Los primeros diez relatos fueron divulgados en el programa Conversa com Bial, de la Red Globo, el 7 de diciembre de 2018. Al día siguiente, el periódico O Globo divulgó 3 relatos más, y el periódico Nacional otros dos, totalizando 15 casos. Una de sus posibles víctimas se suicidó el 12 de diciembre del 2018. Según la activista social Sabrina Bittencourt, que la atendía, la familia de la chica que eran seguidores de Juan de Dios nunca le creyeron.
En la tarde del 12 de diciembre de 2018, el Ministerio Público de Goiás pidió la prisión preventiva del curandero. Al ser questionado por reporteros, el médium sólo dijo: "soy inocente", y se alejó rodeado de personas que lo protegían. El 14 de diciembre, la justicia de Goiás decretó su prisión preventiva por abuso sexual a centenas de mulheres.  El 16 de diciembre, luego de haber sido considerado prófugo desde el 15 de diciembre, se entregó a la policía y fue apresado.
Luego de conocer los relatos, la Federación Espíritista Brasileira (FEB) publicó una nota en la que afirma que los servicios espirituales no deben ocurrir de manera aislada con la sola presencia del médium y la persona asistida. El 19 de diciembre de 2019, el médium fue condenado a 19 años de prisión por los crímenes sexuales cometidos en Abadiânia.

## Películas
- Miracle Man: John of God (2005). Direção: Bill Hayes.  Produção: Advanced Medical Productions.[52][53]
- Healing – Miracles, Mysteries and John of God (2008). Direção: David Unterberg. Produção: David Films.[54]
- John of God: Just a Man? (2010). Direção: Gail Thackray, Josef Schoffmann. Produção: Beyond Words Publishing.
- João de deus – O Silêncio É Uma Prece (2017). Direção: Candé Salles. Produção: Cygnus Media.

## Miniseries
- Em Nome de deus (2020). Direção: Ricardo Calil, Gian Carlo Bellotti, Monica Almeida. Produção: Rede Globo de Televisão.
- John of God: The Crimes of a Spiritual Healer (2021). Netflix

## Libros
- João de Deus – Um Médium No Coração do Brasil. Autora: Maria Helena P. T. Machado. Editorial: Fontanar.
- João de Deus – O Médium de cura brasileiro que mudou a vida de milhões. Autoras: Heather Cumming, Karen Leffler. Editorial: Pensamento.
- A Casa – A História da Seita de João de Deus. Autor: Chico Felitti. Editorial: Todavia.